# 송현욱
송현욱은 대한민국의 텔레비전 드라마 연출감독이다.

## 학력 및 경력
- 2002년 ~ 2014년: KBS 드라마본부 프로듀서
- 2014년 ~ 2017년: tvN 프로듀서
- 2017년 : 스튜디오앤뉴 프로듀서
- 2022년 : 아크미디어 프로듀서
- 2022년 : 씨제스엔터테인먼트 프로듀서
- 2022년 5월 ~: (주)스튜디오봄 (총괄 디렉터, 총괄 프로듀서)

## 드라마
- 2006년 KBS 2TV 아침 드라마 《그 여자의 선택》 ... 조연출
- 2009년 KBS 1TV TV 소설 《청춘예찬》 ... 공동연출
- 2009년 KBS 2TV 주말특별기획드라마 《열혈 장사꾼》 ... 공동연출
- 2010년 KBS 1TV 주말특별기획드라마 《전우》 ...공동연출
- 2011년 KBS 2TV 드라마스페셜 《화평공주 체중감량사》 ... 연출
- 2011년 KBS 2TV 드라마스페셜 시즌 2 《기쁜 우리 젊은 날》 ... 연출
- 2011년 KBS 2TV 드라마스페셜 시즌 2 《82년생 지훈이》 ... 연출
- 2011년 ~ 2012년 KBS 2TV 월화드라마 《브레인》 ... 공동연출
- 2012년 KBS 2TV 드라마스페셜 연작시리즈 시즌 2 《국회의원 정치성 실종사건》 ... 연출
- 2012년 KBS 2TV 월화드라마 《해운대 연인들》 ... 공동연출
- 2013년 KBS 2TV 드라마스페셜 시즌 4 《엄마의 섬》 ... 연출
- 2014년 tvN 금토드라마 《연애말고 결혼》 ... 연출
- 2015년 tvN 금토드라마 《슈퍼대디 열》 ... 연출
- 2016년 tvN 월화드라마 《또 오해영》 ... 연출
- 2017년 tvN 월화드라마 《내성적인 보스》 ... 연출
- 2018년 JTBC 월화드라마 《뷰티 인사이드》 ... 공동연출
- 2020년 JTBC 금토 미니시리즈 《우아한 친구들》 ... 공동연출
- 2021년 JTBC 금토 미니시리즈 《언더커버》 ... 공동연출
- 2021년 KBS 2TV 월화 미니시리즈 《연모》 ... 공동연출
- 2022년 MBC 금토 미니시리즈 《금수저》 ... 연출
- 2023년 tvN 8부작 월화 미니시리즈 《우연일까?》 ... 연출
- 2024년 ENA 월화 미니시리즈 《야한(夜限) 사진관》 ... 연출
- 2025년 KBS2 드라마 《은수 좋은 날》 ... 연출
- 2025년 SBS 드라마 《우주메리미》 ... 연출